# Black metal
El black-metal és un subgènere extrem del heavy metal sorgit a Europa a mitjans de la dècada del 1980. Els trets musicals típics d'aquest subgènere són generalment tempos ràpids, crits vocals sovint força aguts anomenat "shriek", guitarres elèctriques molt distorsionades descrites amb el mot anglès “buzz”; que solen realitzar acords complets que creen una sonoritat més densa però alhora menys definida, ritmes de bateria extremadament ràpids coneguts com a “blast beats”, gravacions lo-fi i estructures de cançons poc convencionals. Destaca per la seva temàtica anti-cristiana, normalment satànica, tot i que en ocasions les lletres també poden tractar temàtiques paganes o ocultistes. El nucli geogràfic principal de producció de black-metal és Europa, sobretot a Noruega. Dins d'aquest subgènere del heavy metal destaquen dos corrents: la primera onada de black-metal i la segona onada, ambdues clau en el desenvolupament del gènere.

## Primera onada del black-metal
Durant la dècada dels 1980, diversos grups de thrash metal van crear un prototip pel black-metal. Aquesta anomenada primera ona estava constituïda per grups com Venom, Bathory, Hellhammer i Celtic Frost i Mercyful Fate, que formaven part del moviment europeu “underground” de metal extrem, i, posteriorment, tindrien una influència significativa en les bandes posteriors del subgènere.
Venom, fundat el 1979 a Newcastle, va ser la primera d'aquestes bandes, introduint així de forma més directa i trencadora la temàtica del satanisme i l'ocultisme en les lletres del heavy metal, tot i que realment la seva finalitat era tan sols la transgressió. Alhora, també van ser els primers en emprar el terme black metal, titulant així el seu segon àlbum (1982), que juntament amb Welcome to Hell (1981) són els dos àlbums més influents de la banda.
Celtic Frost també va ser un dels grups més influents en la formació del black metal. Format inicialment com a Hellhammer, la banda es va refundar sota el nom de Celtic Frost a causa de les males crítiques que rebia el grup arran de l'EP Apocalyptic Raids. A diferència de Venom, que pretenia principalment fer-se visible a través de la transgressió, Celtic Frost va intentar desenvolupar un concepte artístic obscur i maligne, intentant incorporar nous elements musicals a la cruesa i la contundència típiques de les bandes underground de metal extrem.
Igual que Venom, Mercyful Fate va ser una de les primeres bandes en introduir l'ocultisme i el satanisme, extremadament influïdes per la bíblia satànica d'Anton LaVey. Però per altra banda, també destaquen pel maquillatge que utilitzava el seu cantant King Diamond, recreant un fantasma tot pintant-se la cara de color blanc i negre, acció que més tard tots els grups de black-metal realitzarien.
Però sens dubte, la banda més influent musicalment i ideològica d'aquest grup va ser Bathory. Quorthon, el seu líder i únic compositor, va ser durant un bon temps l'únic integrant de la banda, fet totalment inusual fins llavors –posteriorment sorgirien bandes amb un únic integrant, com Burzum–. El 1984 van publicar el seu àlbum debut anomenat Bathory, que agafa l'ideari i la música de Venom i la porta fins al límit. Destacava especialment la seva cruesa lo-fi en la producció i la gravació dels àlbums, les seves lletres satàniques i obscures (que més endavant el mateix Quorthon explicaria que es tractava d'un sentiment anti-cristià i de rebel·lia i no pas de convicció personal), la seva velocitat, la curta duració de les cançons i els grunys que realitzaven les veus. Però Blood Fire Death (1988) i sobretot Hammerheart (1990) van deixar enrere el satanisme per endinsar-se en la mitologia nòrdica, estructures més complexes, passatges evocadors, guitarres acústiques i veus netes nítides que, tot i allunyar-se del metal extrem, tindrien influència igualment dins del subgènere i sobretot en un nou subgènere com el viking-metal.

## Segona onada de black-metal
La segona onada de black-metal forma part d'una de les històries més controvertides de la història de la música. El desenvolupament i l'eclosió d'aquest subgènere del metal es va dur a terme a Noruega a principis de la dècada del 1990 en un ambient reduït de bandes enmig de satanisme, crema d'esglésies, assassinats i suïcidis.
Unes de les figures més cabdals van ser Per Yngve “Dead” Ohlin i Øystein Aarseth “Euronymous”, cantant i guitarrista de la banda Mayhem. Mayhem va establir bona part dels fonaments tant musicals com estètics del moviment. Musicalment, es caracteritzava per crits pràcticament histèrics, riffs de guitarra que evitaven la tècnica del “palm mute”, tècnica usada extensament en el thrash i el death-metal i ritmes de bateria extremadament ràpids i gravacions lo-fi molt poc cuidades.
Tot i així, cada grup de l'escena noruega afegia alguns elements distintius únics al seu so. Darkthrone, Gorgoroth i Satyricon van mantenir la cruesa i la contundència iniciada pels primers àlbums de Bathory. Burzum afegia sons del dark ambient i de la música electrònica. Emperor hi va afegir una certa complexitat tècnica i una producció més cuidada, igual que Immortal, i també els primers arranjaments orquestrals. També hi va haver bandes que mai van abraçar el satanisme, com Enslaved, utilitzant temàtiques i lletres vikingues, seguint així l'estela de l'etapa viking-metal de Bathory.
Estèticament, Per Yngve “Dead” hi va tenir un paper clau. Va introduir el maquillatge de cadàver, emulant el que havia introduït anys enrere King Diamond, que consistia en pintar-se la cara de blanc i negre emulant un cadàver (maquillatge que després adoptarien gairebé tota la resta de bandes de black-metal) i també va introduir el caràcter obscur, tenebrós i depressiu de les lletres del black-metal, que grups anteriors amb temàtiques satàniques com Venom o Bathory mai van introduir.

### La mort de "Dead"
Descrit per la resta del grup com a depressiu, mòrbid i fins i tot com a “malalt mental” segons Øystein Aarseth “Euronymous”, Dead actuava pràctiment com un maniàtic de la mort. Olorava animals en estat de putrefacció, enterrava la seva pròpia roba i s'arribava a autolesionar durant els concerts de la banda tallant-se els braços, fins al punt que afirmava que ell no se sentia part del món dels vius. Totes aquestes tendències venien de la seva obsessió amb la mort i el suïcidi, probablement a conseqüència d'un accident patinant sobre gel quan tenia deu anys, quan se’l va arribar a declarar mort a l'hospital on va ser atès.
Per Yngve Ohlin “Dead” es va suïcidar l'abril de 1991 en una casa comuna al sud-est d'Oslo on ell i diversos integrants de la banda vivien. Va morir a la seva habitació tallant-se els canells i el coll i disparant-se un tret al cap amb l'escopeta d'Euronymous i munició que li havia proporcionat Varg Vikernes un mes abans, segons ell mateix explica. Quan Euronymous va trobar el seu cadàver, va comprar una càmera de fotos i va utilitzar tot el carret en fer fotografies del seu cadàver, posteriorment publicada com a portada de l'àlbum en directe de Mayhem, Dawn of Black The Hearts. A més, també es va confirmar el rumor que Euronymous havia fet alguns collars a partir dels ossos del cadàver de Dead i els va entregar a diversos coneguts seus.

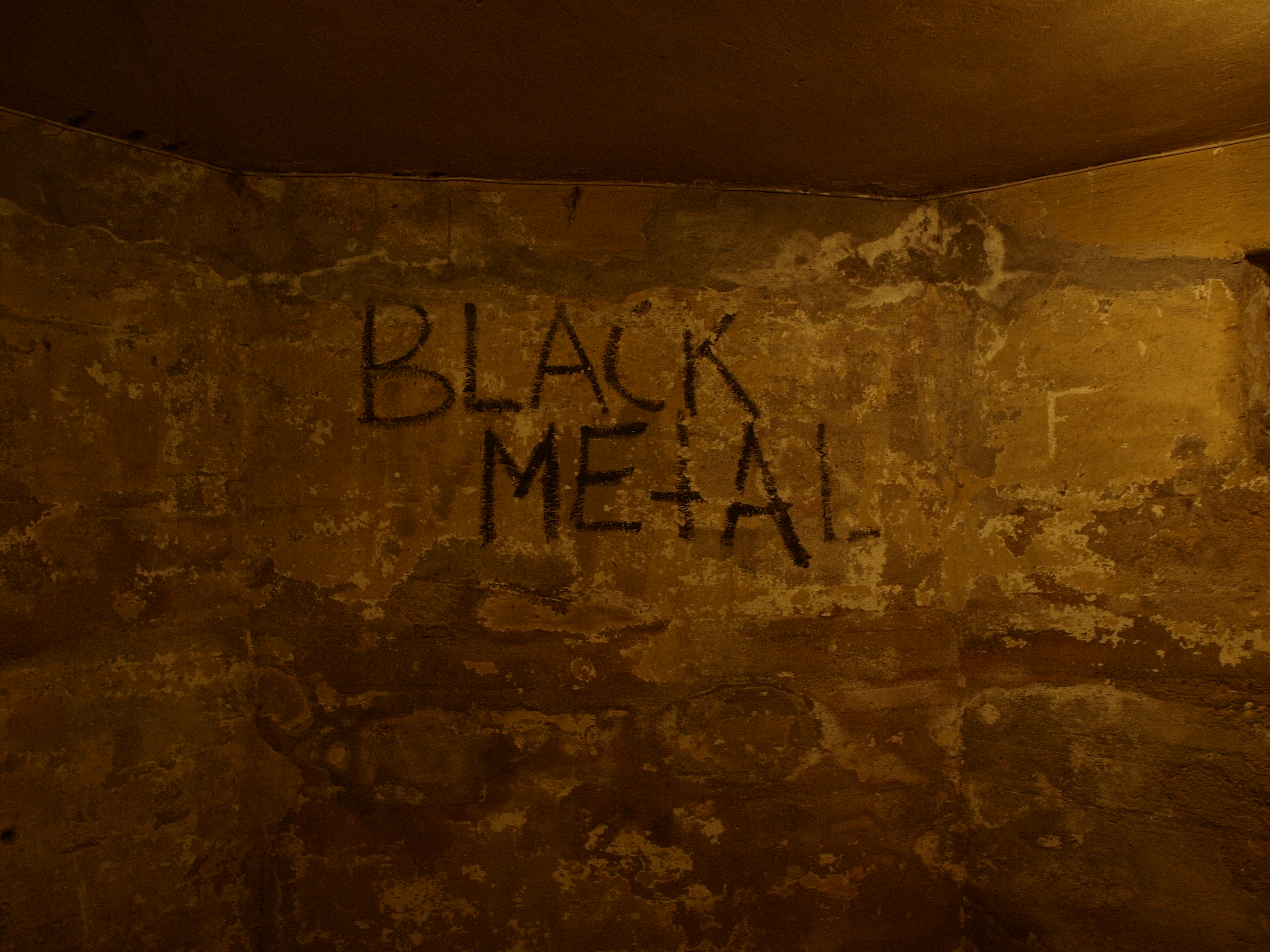
Pintada feta en els baixos de la botiga Helvete, propietat d'Euronymous.

### Helvete i Deathlike Silence Productions
Dos mesos més tard del suïcidi de Dead, Euronymous va obrir una tenda de discos especialitzada en metal extrem anomenada “Helvete”. Juntament amb el seu propi segell discogràfic anomenat “Deathlike Silence Productions”, que havia posat en marxa el 1989, Euronymous pretenia donar a conèixer i popularitzar el black-metal noruec i alhora dominar tot el seu mercat, ja que segons paraules d'Ihsahn, cantant d'Emperor, per a que la teva música pogués ser distribuïda i comercialitzada a Helvete, havies de ser acceptat pels valors i els ideals del black-metal.
Ràpidament la tenda va començar a esdevenir el lloc de trobada de molts grups underground de l'escena noruega. Molts grups noruecs com Abruptum, Burzum, Darkthrone, Emperor, Enslaved, Immortal o Thorns van estar en contacte amb Euronymous i solien freqüentar el seu local i alguns, com el cas de Burzum i Abruptum, van editar els seus primers àlbums sota Deathlike Silence Productions.
Tot i així, també cal destacar que els dos negocis que gestionava Euronymous van ser un gran fracàs en termes econòmics i logístics. La tenda Helvete només utilitzava una petita part de l'espai per a la botiga, separada del soterrani, lloc de trobada de gent involucrada en l'escena del black-metal noruec, i per tant, el volum de beneficis mai podia superar el cost del lloguer d'un espai tan gran. Finalment, la tenda va tancar el 1993 arran de l'atenció que havia generat a la premsa i la policia com a conssqüència de la crema d'esglésies produïda durant els mesos anteriors. Això va provocar la pressió del pares d'Euronymous per a que el seu fill tanqués la tenda, cosa que finalment va accedir a fer.

### Crema d'esglésies

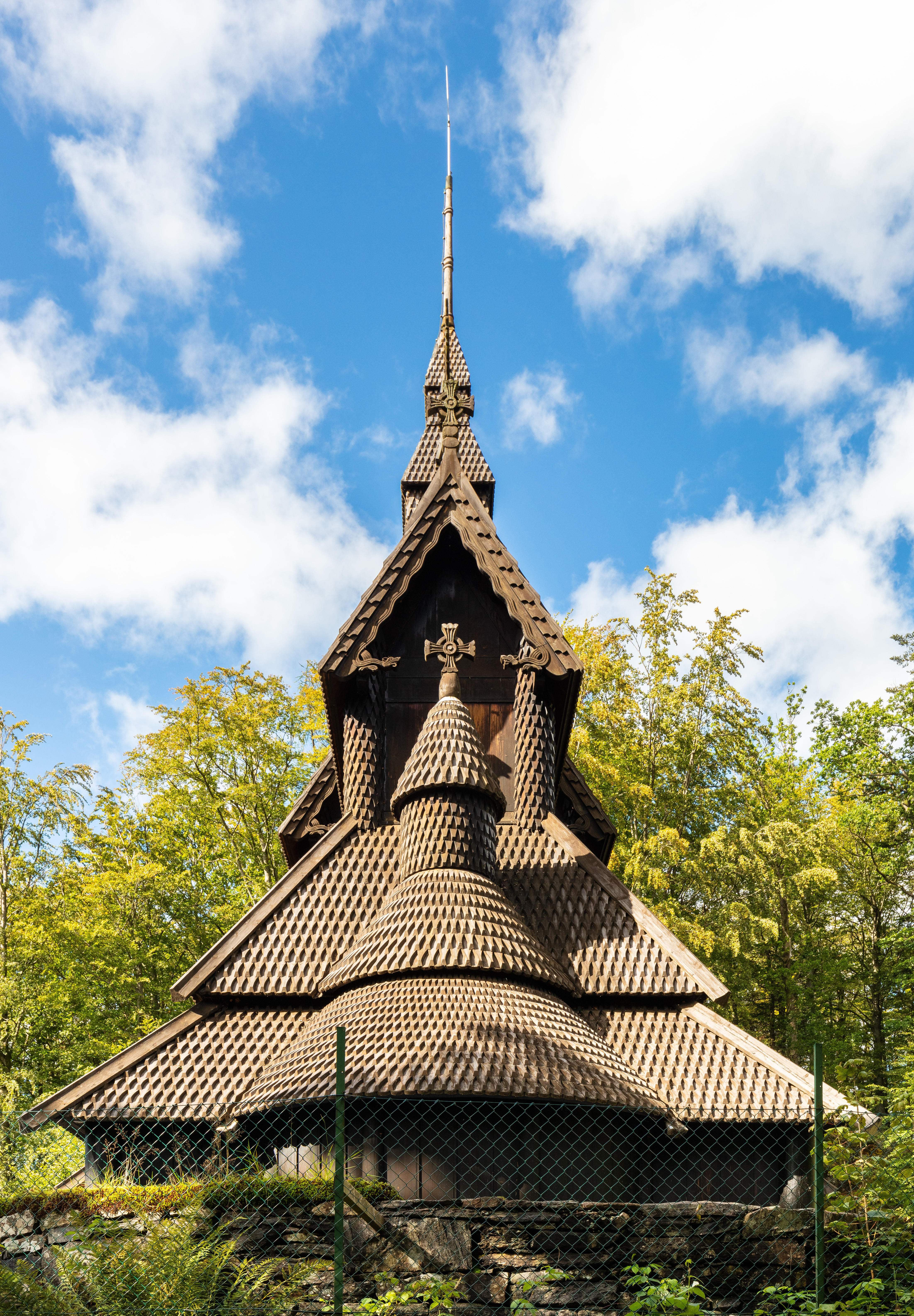
L'església de Fantoft, Bergen.

A partir de 1992, una cadena d'esglésies van ser cremades per tota Noruega. Aproximadament, durant la dècada del 1990, hi va haver entre 45 i 60 esglésies cremades. La primera de totes va ser l'església mil·lenària de Fantoft, Bergen, cremada el juny. El principal sospitós del crim va ser Varg Vikernes, de la banda Burzum, que mesos després publicaria l'EP Aske amb una foto a la portada de l'església de Fantoft en flames. A més, també es té constància que Vikernes i Euronymous pretenien atemptar contra la catedral de Nidaros de Trondheim, una de les més importants del país, quan va sortir al mercat De Mysteriis Dom Sathanas, el primer àlbum de Mayhem, la portada del qual era una imatge d'aquesta catedral. Tot aquest conjunt d'accions responien probablement a un gran menyspreu i ràbia cap al cristianisme que a una acció satànica com a tal. Diverses entrevistes a diferents músics de l'escena parlen sobre com l'església i el cristianisme mereixia aquest tipus de d'accions per l'aniquilació i la destrucció de la cultura i la mitologia nòrdica.

### Assassinat d'Euronymous
El divendres 13 d'agost de 1993, Euronymous va ser trobat sense vida al seu apartament d'Oslo amb clars signes de violència. La policia va documentar que va ser apunyalat fins a 23 vegades. Primerament, la policia sospitava de l'escena sueca de black metal, ja que mesos enrere hi havia hagut rivalitats entre les dues escenes locals. Però ràpidament, la policia va tenir prou indicis i evidències per inculpar Varg Vikernes, que va ser detingut el 17 d'agost a Bergen, Noruega. Segons la versió de Vikernes, assegura que el va matar en defensa pròpia ja que Euronymous hauria explicat a diversos amics seus que volia estabornir-lo amb una pistola elèctrica, portar-lo al bosc i torturar-lo fins a la mort, i afirmà que una d'aquestes persones (no especifica quina) li ho va explicar. Posteriorment, va anar a l'apartament d'Euronymous a exigir-li explicacions, que finalment va acabar amb una baralla, defensant així que va actuar en defensa pròpia. Tot i així, hi ha teories alternatives a la de Vikernes, com els deutes financers que la discogràfica d'Euronymous li devia a la banda de Vikernes (a part d'exigir-li explicacions a Euronymous, també va anar al seu apartament per a signar un contracte pendent amb la seva discogràfica) o com Vikernes i Euronymous mantenien una gran competència i enemistat per aconseguir el domini de l'escena del black-metal i l'assassinat en va ser la conseqüència, com creia Ihsahn.
El 1994 Snorre Ruch i Varg Vikernes van ser portats a judici i finalment van ser condemnats a 21 i 8 anys respectivament. Vikernes va ser condemnat per assassinat de primer grau i per la crema de tres esglésies mentre que Ruch va ser condemnat per complicitat d'assassinat. A més, altres personalitats de l'escena del black-metal noruec van ser condemnades aquell mateix any per altres crims. El bateria d'Emperor Bard Eithun “Faust” va ser condemnat a 14 anys per l'assassinat d'un home homosexual dos anys enrere i "Samoth", baixista d'Emperor i Jörn Tunsberg, guitarrista d'Hades Almighty van ser condemnats entre 2 i 3 anys per la crema de diverses esglésies.

## Controvèrsia amb el nazisme i l'extrema dreta

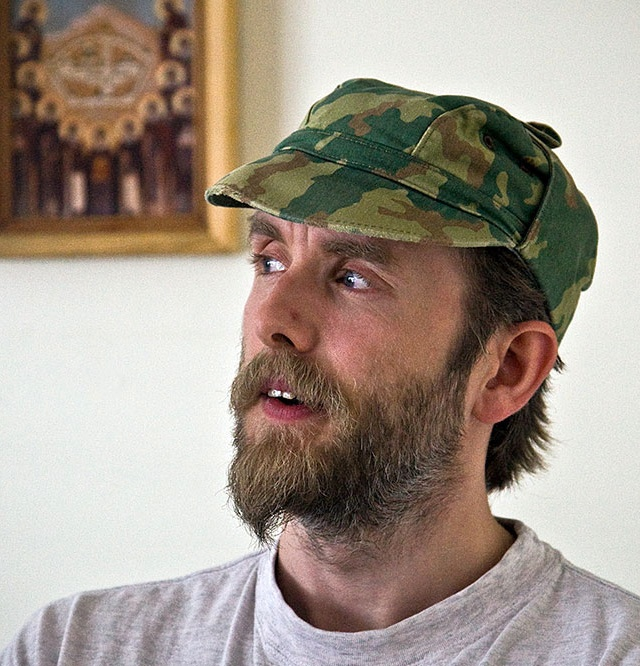
Varg Vikernes, de Burzum.

Les vinculacions del black-metal amb el racisme van començar a aparèixer a partir de la figura de Varg Vikernes. En la web de Burzum, la seva pròpia banda, Vikernes reconeix haver emprat i haver-se autodefinit com a nazi en el passat. També, Vikernes va tenir contacte poc després d'ingressar a presó amb Jan-Erik Kvamsdahl, una personalitat de l'extrema dreta més radical noruega, i també va declarar ser un gran admirador de Vidkun Quisling, primer ministre noruec durant l'ocupació nazi a Noruega.
Per altra banda, Vikernes va col·laborar amb Darkthrone escrivint les lletres de diverses cançons del seu àlbum Transilvanian Hunger, editat el 1994, i van deixar un missatge a la contraportada: “Norsk arisk black metal” (black-metal nòrdic i ari), tot i que la intenció inicial era publicar el següent missatge, censurat per la seva discogràfica: “Qualsevol que pretengui criticar aquest àlbum ho farà a partir del seu comportament jueu". Posteriorment, però, Darkthrone va emetre un comunicat de disculpes i sempre s'ha desmarcat d'aquells comentaris.
Irònicament, totes aquestes vinculacions contrasten amb la ferma convicció comunista que tenia Euronymous, que va militar en una joventut comunista noruega. A més, Euronymous coleccionava objectes de països d'Europa de l'est sota règims comunistes, entre les quals hi havia algunes fotos del dictador romanès Nicola Ceaucescu.
En l'actualitat, la majoria de bandes de black-metal afins al nazisme i l'extrema dreta són d'Alemanya, com Absurd i d'Europa de l'est, com per exemple els grecs Der Strümer (que donen suport al partit nazi grec “Alba Daurada”) o els polonesos Graveland.

## El black-metal més enllà de la segona onada de black-metal noruec
A Suècia, un grup de bandes de black-metal van aparèixer fortament inspirades en l'escena noruega, tot i que van sorgir quasi simultàniament. Grups com Dark Funeral, Marduk o Dissection, que també incorporaven elements del death-metal, en són els principals referents. L'escena sueca tampoc va quedar fora de la polèmica, ja que per exemple, el líder de Dissection, Jon Nödtveidt, va ser condemnat per l'assassinat d'un homosexual en un parc.

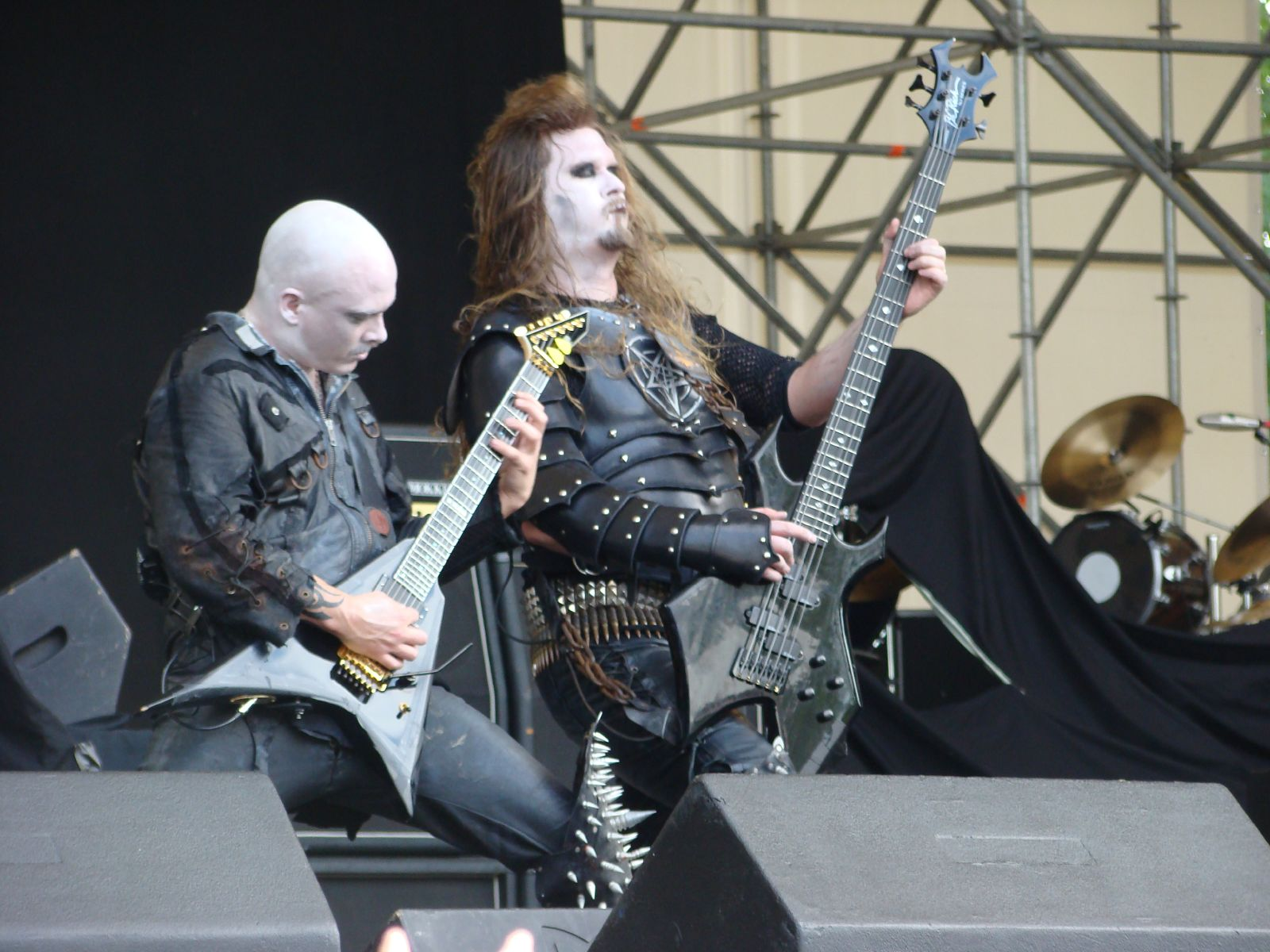
Galvder i Vortex, de la banda Dimmu Borgir, actuant en viu.

El major èxit comercial del black-metal va arribar a principis de la dècada del 2000, amb els noruecs Dimmu Borgir i els anglesos Cradle of Filth. Els noruecs van agafar els petits arranjaments orquestrals d'Emperor i el van portar fins l'extrem, utilitzant orquestres senceres en les seves cançons i alhora afegint-hi un component teatral a les seves actuacions en viu. Per altra banda, Cradle of Filth va combinar el so del black metal amb l'estètica i la temàtica gòtica, que va permetre que poguessin arribar i agradar a un públic molt més ampli.
Als Estats Units d'Amèrica hi va haver una primera onada de bandes formades durant la dècada del 1990 com Von, Absu, Profanatica, Krieg i Weakling. A partir del canvi de mil·lenni, han començat a sorgir nous grups que fusionen el black metal amb altres estils i sonoritats com Nachtmystium, Krallice, Wolves in the Throne Room i Liturgy, i més recentment Deafheaven.
A Polònia, trobem diversos grups com Graveland (afins a ideologies nazis i d'extrema dreta), Behemoth o Mgla (també han estat acusats de ser afins a ideologies nazis).
A Catalunya hi ha hagut i encara hi ha una escena de black metal consolidada amb grups com Vidres a la Sang, Foscor, Maleït, Asgaroth i Obsidian Kingdom, dels quals Vidres a la Sang i Maleït tenen totes les lletres de les seves cançons en llengua catalana.
A Orient Pròxim hi ha un moviment de black metal anti-islàmic, integrat a l'entitat Arab Anti-Islamic Legion. Alguns dels grups d'aquest moviment són Janaza (grup d'Iraq liderat per Anahita, ex-membre de Desertor), Seeds of Iblis (d'Iraq també), Damaar (de Beirut), i Ayat (del Líban).